# CME Group
CME Group Inc. (Группа Чикагской товарной биржи) — крупнейший североамериканский рынок финансовых деривативов, построенный путём объединения ведущих бирж Чикаго и Нью-Йорка. Группа была образована в 2007 году путём слияния Чикагской товарной биржи и Чикагской торговой палаты. Штаб-квартира организации находится в центре Чикаго (Chicago Loop). В настоящее время в состав группы входят: Чикагская товарная биржа, Чикагская торговая палата, Нью-Йоркская товарная биржа. Торговля осуществляется как на традиционных площадках указанных выше бирж, так и в режиме онлайн. Группа является владельцем Промышленного индекса Доу Джонса и ряда финансовых индексов. Торговля осуществляется фьючерсами и опционами на основе процентных ставок, индексов акций, иностранной валюты, энергетических ресурсов, сельскохозяйственных товаров, металлов, погодных индексов и недвижимости. В среднем в день совершается 12,2 миллиона сделок (данные за 2010 год).

## История
Группа CME была создана в 2007 году, когда произошло объединение Чикагской товарной биржи и Чикагской торговой палаты.
Позднее, 17 марта 2008 года, было объявлено о том, что к группе присоединяются дочерняя компания Нью-Йоркской товарной биржи NYMEX Holdings, Inc. и биржа КОМЕКС (англ. COMEX) из Нью-Йорка. Окончательное объединение было оформлено 22 августа 2008 года. Три биржи в настоящее время работают как единый рынок (англ. Designated Contract Markets (DCM)).
10 февраля 2010 года CME объявила о покупке 90 % индексов Доу Джонса, включая самый известный Промышленный индекс Доу Джонса.
CME Group владеет 5 % бразильской фондовой биржей BM&F Bovespa, а биржа из Сан-Паулу в свою очередь владеет 5 % CME Group.

## Примечания

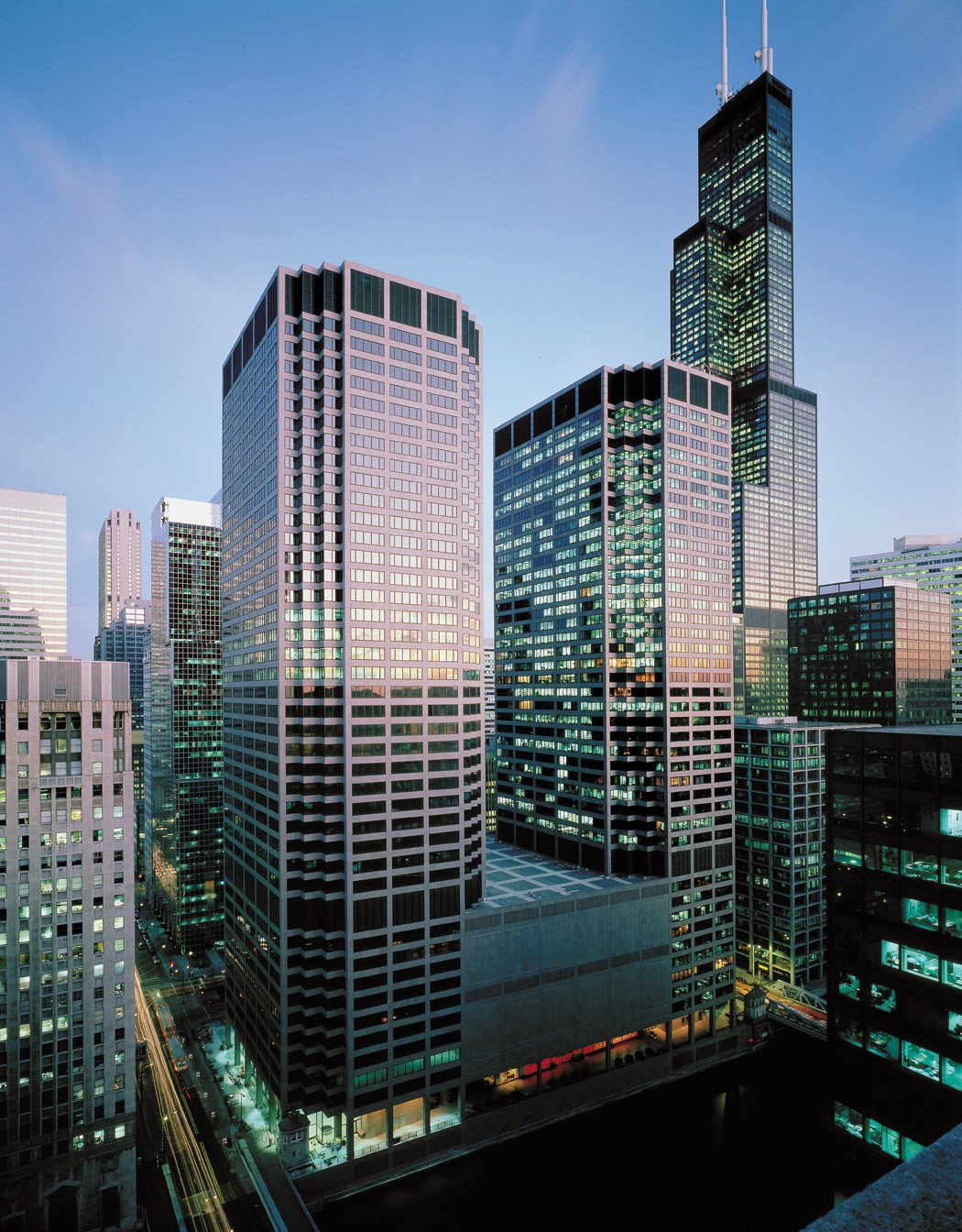
Чикагская товарная биржа (CME)
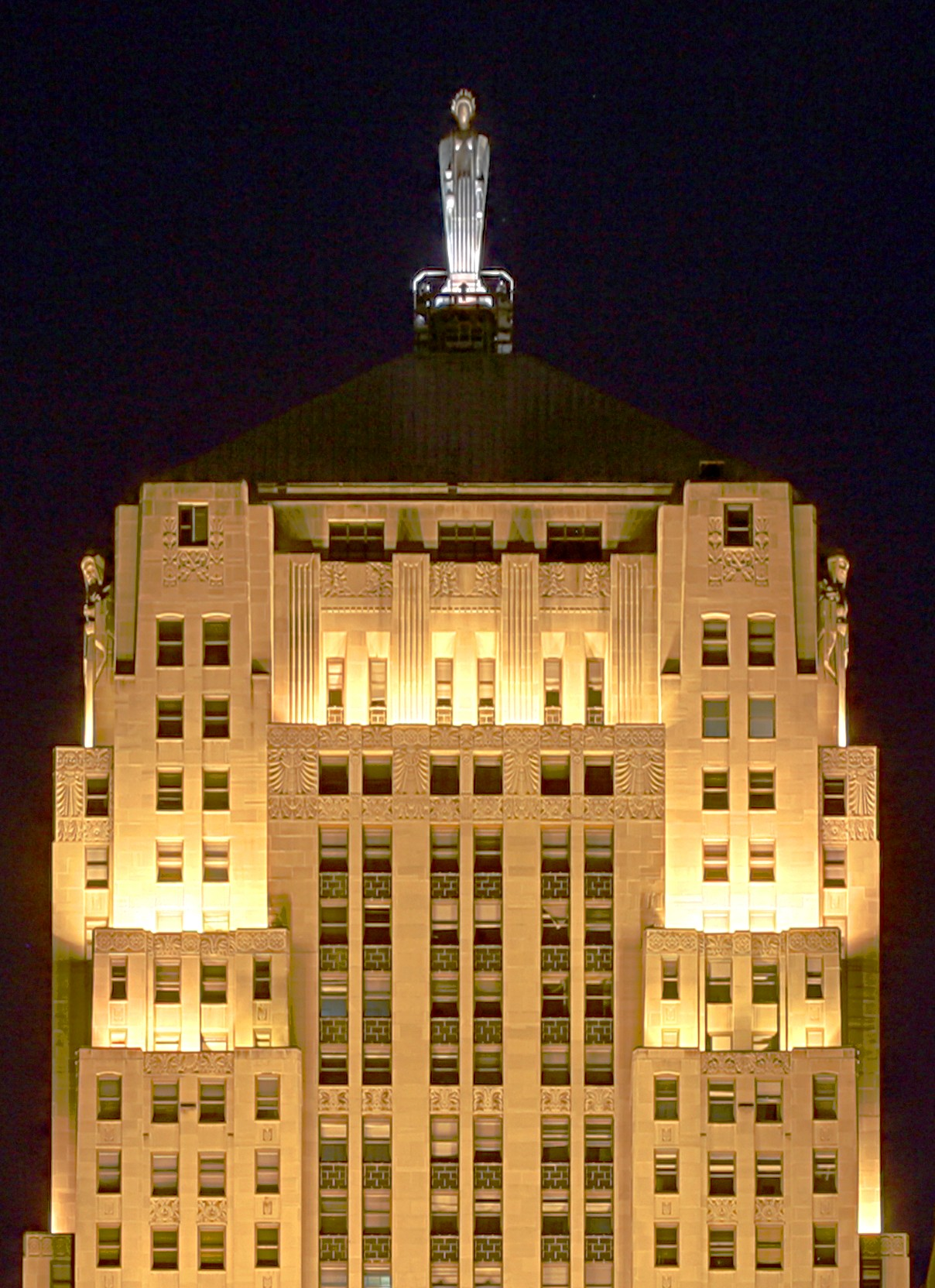
Чикагская торговая палата (CBOT)
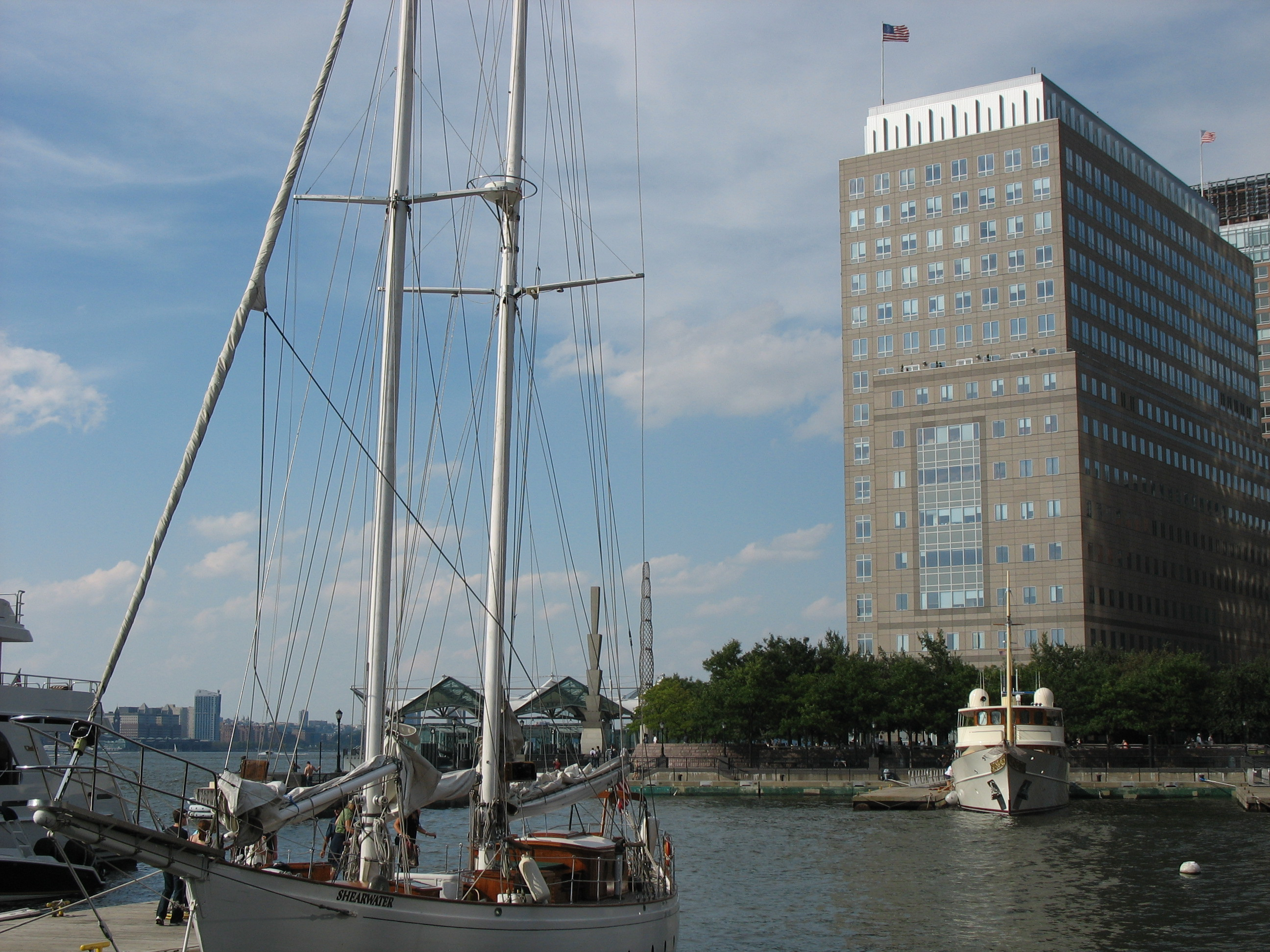
Нью-Йоркская товарная биржа (NYMEX) and COMEX
Промышленный индекс Доу Джонса